# Liste der Kulturdenkmale in Lübeck-Moisling
- Karte mit allen Koordinaten:
- OSM |
- WikiMap

Die Liste der Kulturdenkmale in Lübeck-Moisling beschreibt Kulturdenkmale im Stadtteil Lübeck-Moisling der Hansestadt Lübeck (Stand: 7. November 2024).
Die Liste ist nach Straßen sortiert.
Die Bodendenkmale sind in der Liste der Bodendenkmale in Lübeck aufgeführt.

## Legende und Hinweise
In den Spalten befinden sich folgende Informationen:
- Objekt-ID: die Nummer des Kulturdenkmales
- Lage: die Adresse des Kulturdenkmales und die geographischen Koordinaten. Kartenansicht, um Koordinaten zu setzen. In der Kartenansicht sind Kulturdenkmale ohne Koordinaten mit einem roten Marker dargestellt und können in der Karte gesetzt werden. Kulturdenkmale ohne Bild sind mit einem blauen Marker gekennzeichnet, Kulturdenkmale mit Bild mit einem grünen Marker.
- Offizielle Bezeichnung: Bezeichnung des Kulturdenkmales
- Beschreibung: die Beschreibung des Kulturdenkmales
- Bild: ein Bild des Kulturdenkmales

In der Liste sind folgende Arten von Kulturdenkmalen erfasst: Bauliche Anlagen, Sachgesamtheiten, Mehrheit von baulichen Anlagen, Gründenkmale sowie Teile von baulicher Anlage. Bauliche Anlagen sind nicht entsprechend gekennzeichnet. Sachgesamtheiten und Mehrheiten von baulichen Anlagen sind einzeln erfasst sein mit der Angaben aus welchen Teilen sie bestehen. Zusätzlich können Teil davon als Bauliche Anlage erfasst sein, diese sind ebenfalls als „Teil von“ gekennzeichnet.

## Andersenring
| Objekt-ID     | Lage                                          | Offizielle Bezeichnung                      | Beschreibung | Bild                             |
| ------------- | --------------------------------------------- | ------------------------------------------- | --- | -------------------------------- |
| 1412 Wikidata | Andersenring 29 (53° 50′ 32″ N, 10° 38′ 4″ O) | Johann-Hinrich-Wichern-Kirche (evangelisch) | Auf das gesamte Kirchengebäude (einschl. seiner bauzeitlichen Ausstattung), mit dem freistehenden Glockenturm, sowie auf das Äußere der bauzeitlichen Gemeindebauten und auf die Freiflächen des gesamten Grundstücks - Gemeindezentrum der ev.-luth. Johann-Heinrich-Wichern-Kirchengemeinde, bestehend aus mehreren Gebäuden - Schutzgrund: geschichtlich, wissenschaftlich, städtebaulich - Sachgesamtheit bestehend aus Andersenring 29 Gemeindebau, Glockenturm, Kirche und Ilsebillweg 11 Kindergarten | weitere Fotos \| Fotos hochladen |
| 4029          | Andersenring 29 (53° 50′ 32″ N, 10° 38′ 4″ O) | Johann-Hinrich-Wichern-Kirche (evangelisch) | siehe Johann-Hinrich-Wichern-Kirche - Bauliche Anlage und Sachgesamtheit | weitere Fotos \| Fotos hochladen |

## August-Bebel-Straße
| Objekt-ID | Lage                                                  | Offizielle Bezeichnung                 | Beschreibung | Bild |
| --------- | ----------------------------------------------------- | -------------------------------------- | --- | ---- |
| 1409      | August-Bebel-Straße 14 (53° 50′ 40″ N, 10° 38′ 24″ O) | Schule Moisling Grund- und Hauptschule | Auf das gesamte Schulgebäude mit Turnhalle und umgebender Freifläche - 2-geschossiges, entlang der August-Bebel-Straße langgestrecktes Schulgebäude in Backsteinbauweise mit abwechselnd 3 traufständigen und 2 giebelständigen Gebäudeabschnitten - Schutzgrund: geschichtlich, wissenschaftlich, städtebaulich | BW   |

## Geniner Dorfstraße
| Objekt-ID | Lage                                                        | Offizielle Bezeichnung | Beschreibung | Bild |
| --------- | ----------------------------------------------------------- | ---------------------- | --- | ---- |
| 1410      | Geniner Dorfstraße 65, Genin (53° 50′ 31″ N, 10° 38′ 51″ O) | Landhaus               | Schutzumfang: Auf das gesamte Gebäude - Ehem. Landhaus-Mittelbau der heutigen Anlage – innerhalb des einstigen Kapiteldorfes Genin; erbaut um 1760/70 - Schutzgrund: geschichtlich, wissenschaftlich, städtebaulich | BW   |

## Im Block
| Objekt-ID | Lage                                       | Offizielle Bezeichnung         | Beschreibung | Bild |
| --------- | ------------------------------------------ | ------------------------------ | --- | ---- |
| 1779      | Im Block (53° 50′ 0″ N, 10° 36′ 32″ O)     | Historischer Ortskern Niendorf | Aktualisierung vorgesehen - Sachgesamtheit bestehend aus Im Block 30 G7 Pächterwohnhaus, Im Block 32 - 34 G1 Pumpenhaus, Im Block 32 - 34 G2 Stall, Im Block 32 - 34 G3 Scheune, Im Block 32 - 34 G4 Kapelle, Im Block 32 - 34 G5 Wagenremise, Im Block 32 - 34 G6 Scheune, Speicher, Schmiede, Im Block 32 - 34 G8 Arbeiterwohnhaus, Im Block 32 - 34 G9a Schweinestall, Im Block 33 - 33 a G9 Arbeiterwohnhaus, Im Block 36 - 38 Arbeiterwohnhaus, Im Block 36 - 38 Stall, Im Block 40 Arbeiterwohnhaus, Im Block 40 Stall, Niendorfer Hauptstraße 13 Wohnhaus, Niendorfer Hauptstraße 16 G10, Arbeiterwohnhaus, Niendorfer Hauptstraße 16 G10a Stall, Niendorfer Hauptstraße 17, 19, 21 Grundschule, Niendorfer Hauptstraße 20 Backhaus, Niendorfer Hauptstraße 20 Domestikenhaus, Niendorfer Hauptstraße 20 Herrenhaus | BW   |
| 3076      | Im Block 30 (53° 49′ 59″ N, 10° 36′ 27″ O) | Aktualisierung vorgesehen      | Aktualisierung vorgesehen - Teil der Sachgesamtheit - Historischer Ortskern Niendorf | BW   |
| 1411      | Im Block 40 (53° 49′ 56″ N, 10° 36′ 33″ O) | Arbeiterwohnhaus               | Schutzumfang: Auf das gesamte Gebäude - eingeschossiges Fachwerk-Wohnhaus mit pfannengedecktem Krüppelwalmdach - Teil der Sachgesamtheit - Historischer Ortskern Niendorf - Schutzgrund: geschichtlich, städtebaulich | BW   |

## Niederbüssauer Weg
| Objekt-ID     | Lage                                                              | Offizielle Bezeichnung   | Beschreibung | Bild                             |
| ------------- | ----------------------------------------------------------------- | ------------------------ | --- | -------------------------------- |
| 3917 Wikidata | Niederbüssauer Weg 1 (53° 50′ 27″ N, 10° 39′ 0″ O)                | St.-Georg-Kirche         | Schutzumfang: Auf das Äußere und Innere des Kirchengebäudes mit seiner Ausstattung sowie auf den Kirchhofbereich. Bewegliche Gegenstände, auch Grabsteine, die nach 1870 entstanden sind, bleiben außer Betracht, es sei denn, dass sie zusätzlich als denkmalgeschützt aufgeführt sind - Aktualisierung vorgesehen | weitere Fotos \| Fotos hochladen |
| 3916          | Niederbüssauer Weg 1 (53° 50′ 27″ N, 10° 38′ 58″ O)               | Kapella auf dem Friedhof | Aktualisierung vorgesehen | BW                               |
| 1413          | Niederbüssauer Weg 3, Lübeck-Genin (53° 50′ 26″ N, 10° 38′ 58″ O) | Küsterhaus St.-Georg     | Schutzumfang: Auf das gesamte Gebäude „Küsterhaus“ (der Kirchengemeinde St.-Georg) - eingeschossiges, fünfachsiges Fachwerkgebäude auf Feldsteinfundament - Schutzgrund: geschichtlich, wissenschaftlich, städtebaulich                                                                                             | BW                               |

## Niendorfer Straße
| Objekt-ID     | Lage                                                         | Offizielle Bezeichnung                | Beschreibung | Bild                             |
| ------------- | ------------------------------------------------------------ | ------------------------------------- | --- | -------------------------------- |
| 1414          | Niendorfer Hauptstraße 17 -21 (53° 49′ 56″ N, 10° 36′ 36″ O) | Grundschule Niendorf                  | Schutzumfang: Auf das gesamte Schulgebäude einschl. des ehem. Schweinestalles - Schulhausbau/Grundschule, zweigeschossiger l-förmiger Backsteinbau mit Walmdach - Schutzgrund: geschichtlich, wissenschaftlich, städtebaulich | BW                               |
| 1415          | Niendorfer Hauptstraße 20 (53° 49′ 54″ N, 10° 36′ 24″ O)     | Gut Weißenrode; Herrenhaus            | Schutzumfang: Auf das gesamte Gebäude einschl. historischer Innenräume - Herrenhaus des ehem. Stadtgutes Weißenrode; Gut Niendorf - Schutzgrund: geschichtlich, wissenschaftlich | weitere Fotos \| Fotos hochladen |
| 3948          | Niendorfer Hauptstraße 20 (53° 49′ 52″ N, 10° 36′ 29″ O)     | Parkanlage Gut Weißenrode             | Gründenkmal | BW                               |
| 1416 Wikidata | Niendorfer Straße 43-45 (53° 50′ 27″ N, 10° 38′ 1″ O)        | Jüdischer Friedhof                    | Schutzumfang: Auf die gesamte Friedhofsfläche, Grab- und Gedenkanlagen, Friedhofskapelle, Wärter- und Gerätehaus, Friedhofsmauer - Jüdischer Friedhof, Lübeck-Moisling, an diesem Ort angelegt nach Mitte 17. Jhd.; Fläche vermutlich dreimal erweitert (1743, 1861 und 1886) - Sachgesamtheit bestehend aus Niendorfer Straße 45 Friedhofskapelle, Niendorfer Straße 45 Gerätehaus und Niendorfer Straße 45 Wächterhaus - Schutzgrund: geschichtlich, wissenschaftlich, städtebaulich | weitere Fotos \| Fotos hochladen |
| 3889          | Niendorfer Straße 45 (53° 50′ 28″ N, 10° 37′ 59″ O)          | Jüdischer Friedhof - Wächterhaus      | Wächterhaus - Teil der Sachgesamtheit - Jüdischer Friedhof | BW                               |
| 3887          | Niendorfer Straße 45 (53° 50′ 28″ N, 10° 38′ 5″ O)           | Jüdischer Friedhof - Gerätehaus       | Gerätehaus - Teil der Sachgesamtheit - Jüdischer Friedhof | BW                               |
| 3888          | Niendorfer Straße 45 (53° 50′ 27″ N, 10° 37′ 59″ O)          | Jüdischer Friedhof - Friedhofskapelle | Friedhofskapelle - Teil der Sachgesamtheit - Jüdischer Friedhof | Fotos hochladen                  |